# A Study in Reds
A Study in Reds is een Amerikaanse korte film uit 1932. De film werd in 2009 toegevoegd aan het National Film Registry.